# 辰巳芳子
辰巳 芳子（たつみ よしこ、1924年12月1日 - ）は、日本の料理研究家、随筆家。
料理研究家の草分け的存在である母・辰巳浜子の志を継ぎ、家庭料理、西洋料理の研究を行う。
NPO「大豆100粒運動を支える会」、NPO「良い食材を伝える会」、「確かな味を造る会」会長。自宅で「スープの会」主宰。株式会社茂仁香の代表も務める。

## 人物
母から家庭料理を学び、宮内庁大膳寮で修行を積んだ加藤正之にフランス料理の指導を受け、イタリア、スペインなどで西洋料理の研鑚も重ねる。病苦に苦しむ父への介護食「いのちのスープ」に代表される家庭料理の大切さを雑誌、著作、テレビなどで伝えている。近年は安全で良質な食材を次世代に残したいとNPOの活動を通して「命に直結した食の大切さ」を訴え続けている。2018年に93歳で終活を始めた。

## 来歴
- 1924年 - 東京・目黒・長者丸（東京都品川区）に生まれる。父・芳雄（大成建設常務取締役）、母・浜子の長女として生まれる。5歳の時に最愛の祖父が亡くなる（辰巳家は加賀藩の家臣で、祖父は横須賀海軍造船校舎へ入学。18歳でフランス留学。日本で初めての軍艦を造った。のちに三菱造船の創立に関わる）。
- 1941年 - 聖心女子学院高等女学校2年の時、カトリックの洗礼を受ける。霊名は「テレジア」。その後、父の赴任先の名古屋で柳城保育専修学校（現・名古屋柳城短期大学 ）に進学。
- 1944年 - 早春、結婚。3週間余りで夫はフィリピンに出征。9月に戦死。
- 1945年 - 東京の実家に戻る。国立教育研究所の実験保育室に勤務するが、結核を発症。快復して慶應義塾大学文学部の心理学科へ入学するが、結核が再発。その後15年に及ぶ療養生活を余儀なくされる。
- 1964年 - 料理家として活躍し始めた母・浜子の手伝いを始める。包丁を持っても、火加減の感覚も鈍っていなかったことに自信を取り戻す。
- 1965年 - 鎌倉・雪ノ下（神奈川県鎌倉市）から、浄明寺（神奈川県鎌倉市）に移り住む。母の代わりに、自宅で料理を教えるようになる。その後、イタリアで料理を学び、フランス料理は加藤正之（宮内庁大膳寮に勤務）に13年間指導を受ける。イタリア料理をローマで学んだときに出会った生ハムを鎌倉で再現したいと試行錯誤を20年間繰り返し、成功させる。久里浜（神奈川県横須賀市）の少年院篤志面接員を10年間務める。
- 1972年 - 父が脳血栓の再発で入院。嚥下困難になった父に、母娘でスープを作って日参する。恩師・加藤に教えられたスープの大切さが父の命を支える事になる。
- 1977年 - 母、浜子死去（享年72）。
- 1980年 - 父、芳雄も死去。鎌倉のタケダ訪問看護クリニックでスープのサービスを始める。週1回弟子を連れて、30人分のスープを届ける（4年間）。
- 1994年 - 70歳の誕生日を祝う会で「良い食材を伝える会」を発足させる。
- 1996年 - 鎌倉の自宅で「スープの会」を始める。スープの本も執筆始める。
- 2004年 - 芳子の呼びかけに長野・信越放送が賛同し、「大豆100粒運動」を発足。1900人以上の児童が大豆をまいた。
- 2006年 - 高知・近森病院でいのちのスープを600人の患者に提供。
- 2009年 - 滋賀・大津市民病院緩和ケア病棟でもスープサービス開始。日本緩和ケア学会のシンポジウムに招かれる。
- 2010年 - 独自の流動食を提案する。

## ドキュメンタリー映画
- 『天のしずく 辰巳芳子“いのちのスープ”』 - 2012年11月3日公開のドキュメンタリー映画。監督は河邑厚徳。

## 著書等
- DVD+BOOK『いのちを養う四季のスープ』、NHK出版
- DVD『知るを楽しむ じんせいの歩き方』、NHK出版
- 『慎みを食卓に〜その一例〜』、NHK出版　2007年
- 『辰巳芳子の旬を味わう　いのちを養う家庭料理』、NHK出版　1999年
- 『辰巳芳子の展開料理　基礎編』、『辰巳芳子の展開料理　応用編』、共にソニー・マガジンズ　共に2009年
- 『手しおにかけた私の料理:辰巳芳子がつたえる母の味』、婦人之友社　1992年
- 『ことことふっくら豆料理』、農山漁村文化協会
- 『味覚日乗』、かまくら春秋社　1997年、ちくま文庫　2002年
- 『味覚旬月』、ちくま文庫　2005年
- 『家庭料理のすがた、あなたのために、庭の時間』、文化出版局
- 『家庭料理のすがた　旬は風土の愛し子　人も風土の愛し子』、文化出版局　2000年、文春文庫　2009年
- 『いのちをいつくしむ新家庭料理』、マガジンハウス　2003年
- 『新・娘に伝える私の味』、文藝春秋　2008年
- 『食の位置づけ〜そのはじまり〜』、東京書籍　2008年
- 『辰巳芳子の「さ、めしあがれ。」』クロワッサンBooks、マガジンハウス　2016年
- 『辰巳芳子のことば　美といのちのために』、小学館　2017年
- 『ゆずりうけた母の味』、婦人之友社　1978年
- 『手の味こころの味』、海竜社　1986年
- 『手づくり保存食　おいしくつくれて安心して食べられる』、女子栄養大学出版部　1986年
- 『平群　辰巳秋冬遺句集』、1987年
- 『辰巳芳子のことことふっくら豆料理:母の味・世界の味』、農山漁村文化協会　1991年
- 『竹柏　辰巳秋冬遺稿集』、1992年
- 『辰巳芳子が薦めるぜひ取り寄せたい確かな味』、料理通信社　1996年
- 『辰巳芳子の家庭料理の世界　「手しおにかける食」の提案』別冊太陽、平凡社　2002年
- 『あなたのために　いのちを支えるスープ』、文化出版局　2002年
- 『手からこころへ』、海竜社　2004年
- 『いのちの食卓』、マガジンハウス　2004年、マガジンハウス文庫　2008年
- 『毛づくろいする鳥たちのように』中谷健太郎と共著、集英社　2005年[3]
- 『庭の時間』、文化出版局　2009年
- 『この国の食を守りたい　その一端として』、筑摩書房　2009年
- 『辰巳芳子　スープの手ほどき　和の部』、文春新書　2011年
- 『辰巳芳子　スープの手ほどき　洋の部』、文春新書　2011年
- 『食といのち』、文藝春秋　2012年、文春文庫　2014年
- 『仕込みもの』、文化出版局　2013年
- 『お役に立つかしら　辰巳芳子のひとこと集』、文藝春秋　2013年
- 『娘に伝える私の味　1月～5月　新版』、文春新書　2015年
- 『娘に伝える私の味　6月～12月　新版』、文春新書　2015年
- 『食に生きて　私が大切に思うこと』、新潮社　2015年
- 『スープ日乗　鎌倉スープ教室全語録』、文藝春秋　2016年
- 『辰巳芳子の野菜に習う』クロワッサンBooks、マガジンハウス　2016年
- 『生きるべきように生きれば、いつの日かかならず花は咲くものです』、KADOKAWA　2016年
- 『いのちと味覚　「さ、めしあがれ」「イタダキマス」』、NHK出版新書　2017年
- 『続 あなたのために』、文化出版局　2017年
- 『辰巳芳子のことば　美といのちのために』、小学館　2017年。名言集
- 『お肴春秋』、岩波書店　2020年

## TV出演
- 2015年2月28日『SWITCHインタビュー 達人達』(NHK・Eテレ)